# Nichtraucherschutzgesetze in Österreich
Das Tabak- und Nichtraucherinnen- bzw. Nichtraucherschutzgesetz dient dem Nichtraucherschutz, also dem Schutz von Nichtrauchern vor dem Passivrauchen. Die Situation in Österreich ist gekennzeichnet durch einen vergleichsweise hohen Anteil an Rauchern unter den Heranwachsenden, insbesondere in den Großstädten. Die politische Gestaltung des Nichtraucherschutzes bedurfte mehrerer Anläufe.

## Heutige Gesetzgebung
Seit dem 1. November 2019 gilt in Österreich ein generelles Rauchverbot in der Gastronomie.  Dieses Rauchverbot wurde 2015 beschlossen und sollte nach einer Übergangszeit am 1. Mai 2018 in Kraft treten. Nach der Nationalratswahl 2017 wurde es jedoch im März 2018 zurückgenommen. Erst nach dem Ende der FPÖ-Regierungsbeteiligung konnte sich der Nationalrat auf ein neuerliches Rauchverbot ab dem 1. November 2019 verständigen.

## Geschichte
1985 schrieb eine Arbeitnehmerschutzverordnung erstmals gesetzlich in Österreich fest, dass Arbeitgeber dafür Sorge tragen müssen, dass Nichtraucher auf ihrem Arbeitsplatz (im Wesentlichen in geschlossenen Räumen) keinem Tabakrauch ausgesetzt sind. Ausnahmen gelten für Arbeitsplätze, an denen es typisch ist, dass geraucht wird, also Gaststätten und Trafiken. Dass die Verhältnisse auf Arbeitsplätzen staatlich kontrolliert wurden oder Arbeitgeber, die ihre Pflicht versäumten, sanktioniert wurden, war nicht zu sehen.
Zum Schutz vor den Einwirkungen des Tabakrauchs galt nach dem österreichischen Tabak- und Nichtraucherinnen- bzw. Nichtraucherschutzgesetz (TNRSG, urspr. Tabakgesetz von 1995) seit dem 1. Jänner 2009 ein Rauchverbot
- in Räumen, die für Unterrichts- und Fortbildungszwecke, Verhandlungszwecke und schulsportliche Betätigung benützt werden (ehem. § 12),
- in Räumen öffentlicher Orte (ehem. § 13) und
- in den der Verabreichung von Speisen oder Getränken dienenden Räumen der Gastronomie (ehem. § 13a).

Nach dem Ergebnis des Volksbegehrens „Für echten Nichtraucherschutz!“ im benachbarten Bayern (2009/2010) bildeten sich in Österreich ähnliche Initiativen, die eine weitere Verschärfung forderten.
Aufgrund dieser Initiativen und weil es viele Beschwerden in der Bevölkerung gab, dass die Regelungen mit gewissen Ausnahmen für Kleinstlokale und bezüglich abgetrennter Raucherbereiche nicht exakt vollzogen wurden, beschloss der Nationalrat am 8. Juli 2015 eine Novelle, welche das Rauchen ab Mai 2018 in allen Lokalen sowie auch bei Zeltfesten generell verbot (neuer § 12). Lediglich in Hotels bleiben Raucherräume ohne Bedienung erlaubt. Nach Ankündigung der neuen ÖVP-FPÖ-Regierung 2017, diese Novelle wieder rückgängig machen zu wollen, wurde 2018 das Volksbegehren „Don’t smoke“ für die Beibehaltung der vorgesehenen Regelung von 2015 mit 881.569 Unterschriften eingebracht. Dennoch beschloss der Nationalrat am 22. März 2018, das bereits beschlossene Gesetz vor dessen Inkrafttreten abzuändern, sodass die bisherige Regelung, die Ausnahmen vom Rauchverbot in der Gastronomie vorsah, weiterhin in Kraft blieb. Nach dem vorzeitigen Zerfall der ÖVP-FPÖ-Koalition infolge der Ibiza-Affäre im Mai 2019 konnte das ursprünglich geplante generelle Rauchverbot schließlich mit Wirkung zum 1. November 2019 umgesetzt werden.

## Spezielle Regelungen

### Religionen
In christlichen Kirchen und auch Gebetsstätten anderer Religionen wird seit jeher nicht geraucht, jedoch mitunter rituell geräuchert, etwa Weihrauch.

### Theater und Kinos
Um Brandentzündung und Explosion vorzubeugen, gilt Rauchverbot um Zapfsäulen auf Tankstellen für Treibstoff und Heizöl. Geschätzt seit dem Ringtheaterbrand (1881) ist Rauchen in den Aufführungssälen von Theatern und Kinos im Allgemeinen verboten. Es gibt ein Kino in Lustenau, Vorarlberg, in dem in einzelnen, in der Regel späten Vorstellungen Rauchen im Saal erlaubt ist; wenn geraucht wird, haben Jugendliche erst ab 16 Jahren Zutritt. In Autokinos durfte im (eigenen) Auto geraucht werden.

### Öffentliche Verkehrsmittel
In öffentlichen Verkehrsmitteln bestand schon vorher ein weitreichendes Rauchverbot. Am 1. September 2007 wurde (gleichzeitig mit der Regelung bei der Deutschen Bahn) ein generelles Rauchverbot in allen Zügen der ÖBB eingeführt.

### Mutterschutz
Daneben bestehen auch außerhalb des Tabakgesetzes Regelungen zum Nichtraucherschutz, etwa nach dem Mutterschutzgesetz oder dem ArbeitnehmerInnenschutzgesetz. Geschützt werden dadurch nur nichtrauchende Mütter als unselbständig Arbeitende, nicht jedoch generell ungeborene Kinder. Schwangere dürfen im Allgemeinen rauchen oder sich Rauch aussetzen. Schwangere dürfen auch im Rauch arbeiten, wenn sie als Selbständige arbeiten.